# Iridosornis
Iridosornis là một chi chim trong họ Thraupidae.